# Blue Ghost M1
Missão Blue Ghost 1 é uma missão robótica de pouso lunar realizada pela Firefly Aerospace, que foi lançada em 15 de janeiro de 2025 e pousou na Lua em 2 de março de 2025, às 08h34 UTC. Com isso, a Firefly Aerospace se tornou a primeira empresa comercial a pousar suavemente uma espaçonave na Lua. Como parte do programa Commercial Lunar Payload Services da NASA, a missão transportou dez equipamentos científicos e demonstrações tecnológicas para apoiar a futura exploração humana da Lua dentro do amplo escopo do programa Artemis.
O módulo de pouso lunar (lander) 'Blue Ghost' foi lançado do Centro Espacial Kennedy a bordo de um foguete SpaceX Falcon 9, que também transportou o lander Hakuto-R Mission 2. Ele entregou uma carga útil de 94
-quilograma (210 lb) ao Mare Crisium, uma bacia lunar de 500 Km de largura. Sua missão planejada de 60 dias visa analisar o regolito lunar, estudar características geofísicas e investigar as interações entre o vento solar e o campo magnético da Terra. Os instrumentos científicos do lander incluem um dispositivo de caracterização de aderência do regolito, um retrorefletor lunar para medições de distância precisas, um computador resistente à radiação, sondas de exploração térmica, entre outros.

## Missão

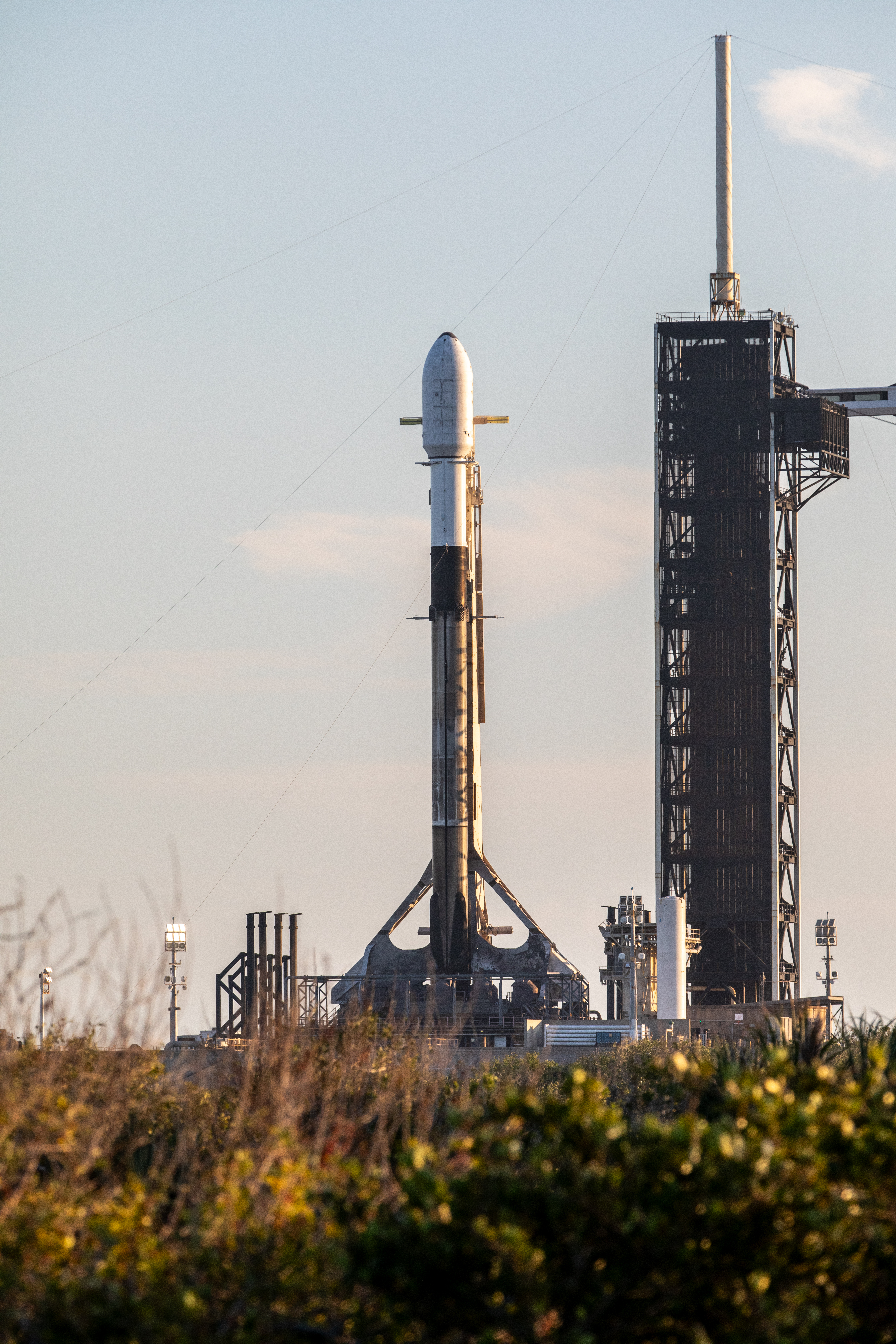
Foguete Falcon 9 no Centro Espacial Kennedy pouco antes do lançamento da Missão Blue Ghost 1 e Hakuto-R Mission 2

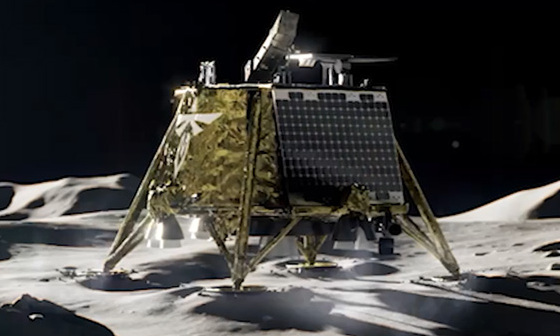
Renderização da Missão Blue Ghost 1 na Lua

Em 4 de fevereiro de 2021, a NASA concedeu à Firefly um contrato no valor de US$ 93,3 milhões para entregar um conjunto de dez equipamentos científicos e demonstrações tecnológicas à Lua em 2023. O prêmio faz parte do programa de Serviços Comerciais de Carga Lunar (CLPS), no qual a NASA está garantindo os serviços de parceiros comerciais para rapidamente pousar cargas científicas e tecnológicas na superfície lunar como parte do programa Artemis.
Em 20 de maio de 2021, a Firefly Aerospace anunciou a escolha do Falcon 9 da SpaceX como veículo de lançamento para a missão inaugural do lander lunar Blue Ghost. Essa decisão foi tomada devido ao desempenho e à capacidade de carga do Falcon 9, que o foguete Alpha da Firefly não poderia oferecer. A empresa indicou que seu futuro Veículo de Lançamento Médio apoiaria missões subsequentes do Blue Ghost.
Os marcos de desenvolvimento do lander Blue Ghost avançaram de forma constante nos anos seguintes. Em 26 de abril de 2022, a Firefly completou a Revisão de Prontidão para Integração do lander, com uma data de lançamento provisória marcada para 2024. Em novembro de 2023, a Firefly refinou o cronograma, especificando uma janela de lançamento entre o terceiro e o quarto trimestres de 2024.
Até maio de 2024, os motores do Blue Ghost estavam concluídos, e sua integração ao lander foi confirmada em junho. A Firefly anunciou que os preparativos estavam progredindo conforme o planejado, reafirmando um alvo de lançamento para o quarto trimestre de 2024 em julho. Testes ambientais do lander começaram em agosto no Laboratório de Propulsão a Jato (JPL) da NASA, garantindo a prontidão da espaçonave para as exigências do voo espacial.
Em novembro de 2024, a Firefly Aerospace anunciou formalmente que o lander Blue Ghost estava totalmente preparado para o lançamento, estabelecendo uma data de lançamento para meados de janeiro de 2025. A encapsulação da carga útil foi concluída em 10 de janeiro, marcando um dos passos finais na sequência pré-lançamento. Em 15 de janeiro de 2025, o lander Blue Ghost foi lançado com sucesso do Complexo de Lançamento 39A do Centro Espacial Kennedy às 06:11:39UTC (1:11:39am EST, horário local do local de lançamento) a bordo de um foguete Falcon 9 Block 5 da SpaceX. A missão também incluiu Missão 2 da Hakuto-R como carga co-manifestada.
Em 2 de março de 2025, às 2:34 am CST, a missão pousou com sucesso na superfície lunar. Assim, a Firefly Aerospace se tornou a primeira empresa comercial a pousar suavemente uma espaçonave na Lua. A missão está prevista para durar até 14 dias terrestres, um dia lunar, até que o pôr do sol lunar traga temperaturas tão baixas quanto −280 °F (−173 °C). Três painéis solares fornecerão energia aos instrumentos de pesquisa do lander durante esse período.

## Hardware
O Blue Ghost possui quatro pernas de pouso, sistemas de comunicação, aquecimento e energia solar, e apresenta múltiplas camadas de isolamento. Os painéis solares do Blue Ghost, fornecidos pela subcontratada SolAero da Rocket Lab, oferecem um máximo de 400 watts de potência. A ASI da Rocket Lab fornece software de voo, solo e GN&C, design de trajetória, determinação de órbita e integração de banco de testes de software. A Firefly afirma que sua fabricação e teste de ponta a ponta da estrutura do Blue Ghost é um diferencial entre os landers do CLPS.

## Cargas úteis

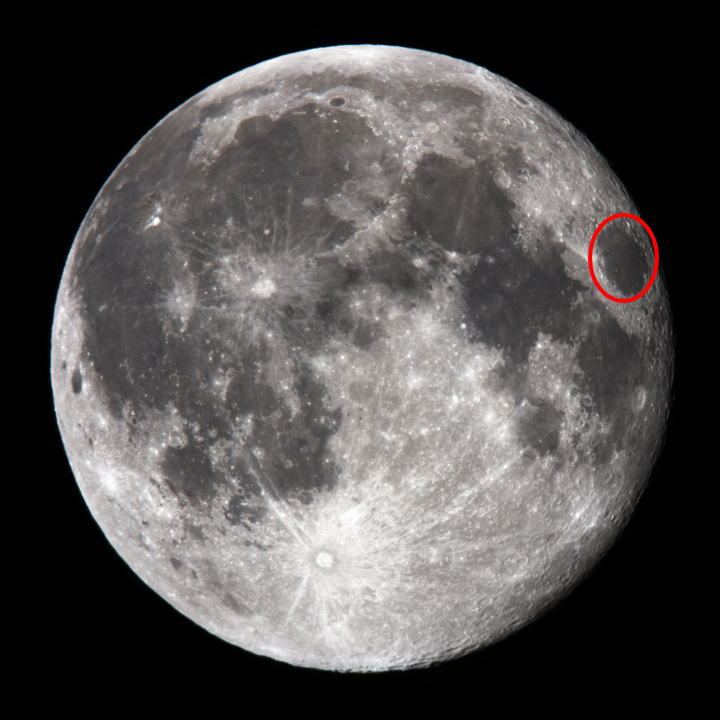
Localização do Mare Crisium na Lua, destacado em vermelho

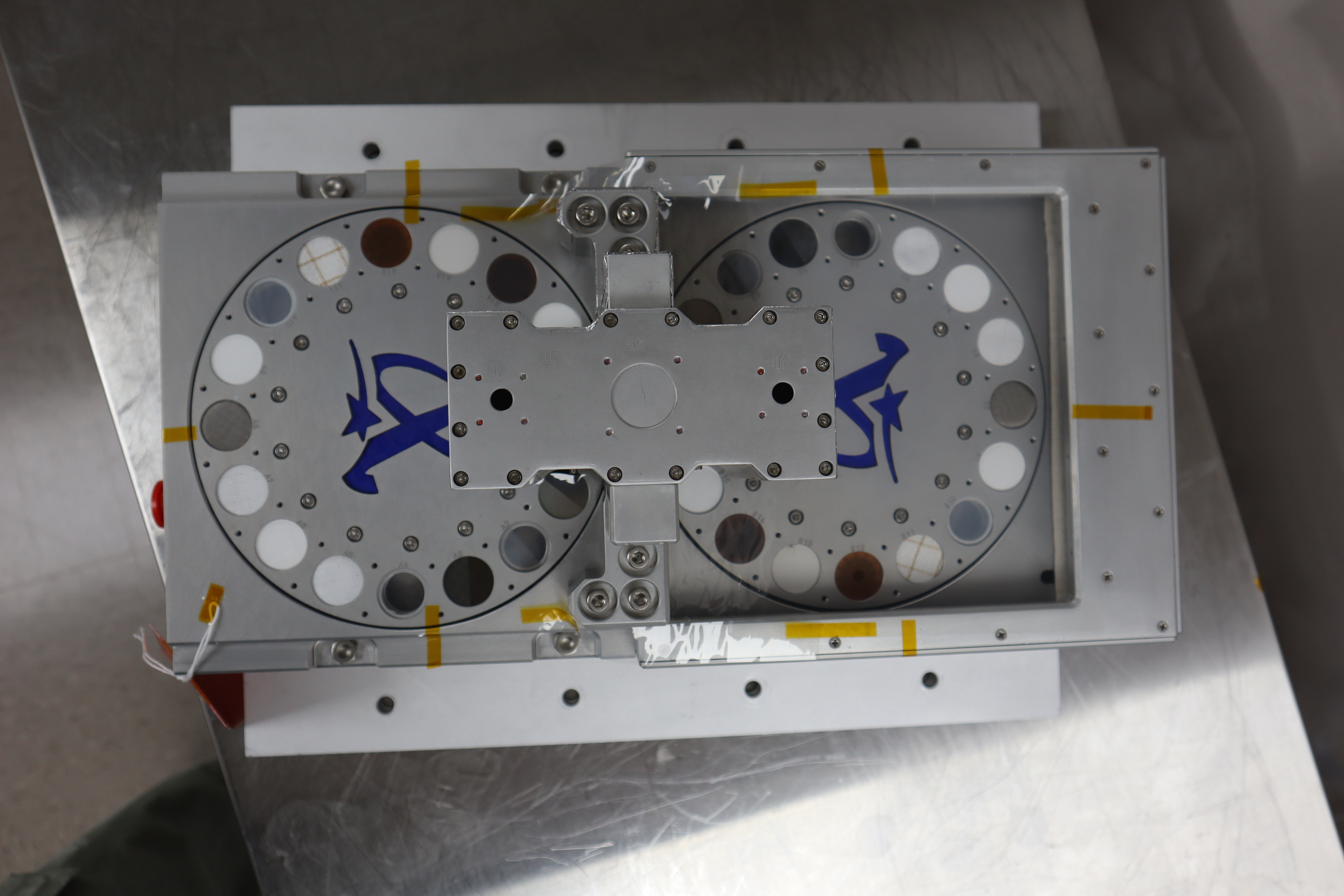
Carga útil de caracterização de adesão de regolito (RAC)

A missão pousou no Mare Crisium, uma bacia de 500 Km visível da Terra. Os instrumentos científicos do lander coletarão dados sobre as propriedades do regolito lunar (rochas e solo), bem como suas características geofísicas e as interações entre o vento solar e o campo magnético da Terra. Essas descobertas contribuirão para a preparação e planejamento de futuras missões humanas à superfície lunar.
As cargas úteis, que devem totalizar 94 quilogramas (210 lb) de massa, incluem:
- O Dispositivo de Caracterização de Aderência do Regolito (RAC) determinará em que grau o abrasivo regolito lunar adere ou é repelido por uma variedade de materiais, como células solares, sistemas ópticos, revestimentos e sensores; os diversos componentes são derivados da instalação MISSE-FF atualmente na Estação Espacial Internacional (ISS).
- Os Retrorefletores Lunares de Nova Geração (NGLR) servirão como alvo para lasers na Terra para medir com precisão a distância entre Terra e Lua. O retrorefletor que voará nesta missão também fornecerá dados que podem ser usados para entender vários aspectos do interior lunar e abordar questões fundamentais da física.
- O Imager de Raios-X Heliosféricos do Ambiente Lunar (LEXI), que capturará imagens da interação da magnetosfera da Terra com o fluxo de partículas carregadas do Sol, chamado de vento solar.
- O Sistema de Computador Reconfigurável e Tolerante à Radiação (RadPC) visa demonstrar uma tecnologia de computação tolerante à radiação. Devido à falta de atmosfera e campo magnético da Lua, a radiação do Sol será um desafio para a eletrônica. Esta investigação também caracterizará os efeitos da radiação na superfície lunar.
- O Sonde Magnetotellurica Lunar (LMS) é projetado para caracterizar a estrutura e composição do manto lunar estudando campos elétricos e magnéticos. Para isso, planeja colocar eletrodos em cerca de 700 metros quadrados de terreno.[24]
- O Instrumento Lunar para Exploração Térmica Subsuperficial com Rapidez (LISTER) é projetado para medir o fluxo de calor do interior da Lua. A sonda tentará perfurar de 2,13 a 3,05m no regolito lunar para investigar as propriedades térmicas da Lua em diferentes profundidades.
- O PlanetVac Lunar (LPV) é projetado para adquirir regolito lunar da superfície e transferi-lo para outros instrumentos que analisariam o material ou colocá-lo em um recipiente que outra espaçonave poderia retornar à Terra.
- Câmeras Estéreo para Estudos de Superfície de Plumas Lunares (SCALPSS 1.1) capturarão vídeos e imagens estáticas da área sob o lander desde o momento em que a pluma do motor perturba a superfície lunar até o desligamento do motor. Câmeras de longa distância determinarão a topografia da superfície pré-pouso.
- Fotogrametria será usada para reconstruir a superfície em mudança durante o pouso. Compreender a física dos gases de exaustão de foguetes sobre o regolito e o deslocamento de poeira, cascalho e rochas é crucial para entender como evitar levantar materiais da superfície durante a fase terminal de voo/pouso na Lua e em outros corpos celestes.
- O AstroVault, desenvolvido pela Quantum Aerospace e Space Ark Media, é um arquivo lunar projetado para preservar a cultura humana, arte, música e conhecimento para gerações futuras. Codificado em um formato ultra-durável, servirá como um repositório de longo prazo de literatura, descobertas científicas e obras criativas, garantindo sua preservação no ambiente lunar.
- O Escudo Eletrodinâmico de Poeira (EDS) gerará um campo elétrico não uniforme usando alta tensão variável em múltiplos eletrodos. Este campo em movimento, por sua vez, remove as partículas e tem aplicações potenciais em radiadores térmicos, tecidos de trajes espaciais, visores, lentes de câmeras, painéis solares e muitas outras tecnologias.
- O Experimento de Receptor GNSS Lunar (LuGRE), que recebeu com sucesso sinais de GPS e Galileo a distâncias lunares (no espaço cis-lunar e na superfície), provando assim a viabilidade do conceito para navegação lunar.[25]